# Stationenweg Wirzenborn
Der Stationenweg Wirzenborn ist ein Stationsweg (Pilgerweg) zwischen Montabaur und Wirzenborn. Er steht als Kulturdenkmal unter Denkmalschutz.
Die 1726 errichteten „Fußfälle“ wurden ab 1937 beschädigt und 1939 zerstört. Im Jahr 1948 wurde der etwa 800 Meter lange Stationsweg mit 15 Stationen der „Sieben Schmerzen und Sieben Freuden Mariens“ neu errichtet. Der Wallfahrtsweg, der Teil des Fernwanderweges IV ist, endet vor der Wallfahrtskirche Wirzenborn, die ebenfalls unter Denkmalschutz steht. Der Stationenweg, die Wallfahrtskirche, Pfarrhaus, Laufbrunnen und das Kriegerdenkmal Wirzenborn bilden zusammen die Denkmalzone Wirzenborn.

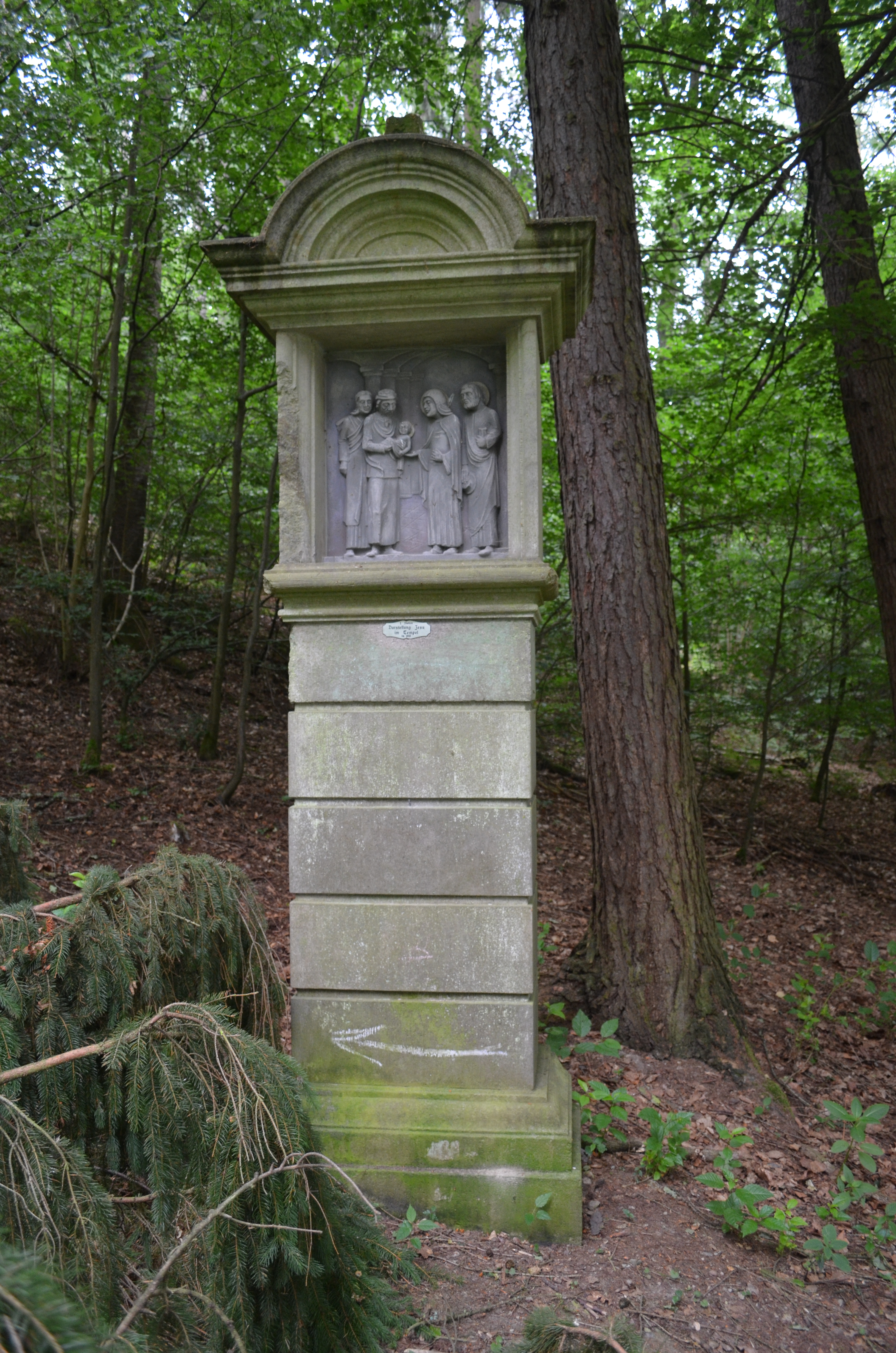
Station 1: Die Prophezeiung des Simeon: „Deine Seele wird ein Schwert durchdringen“ (Lk 2,34–35 EU)
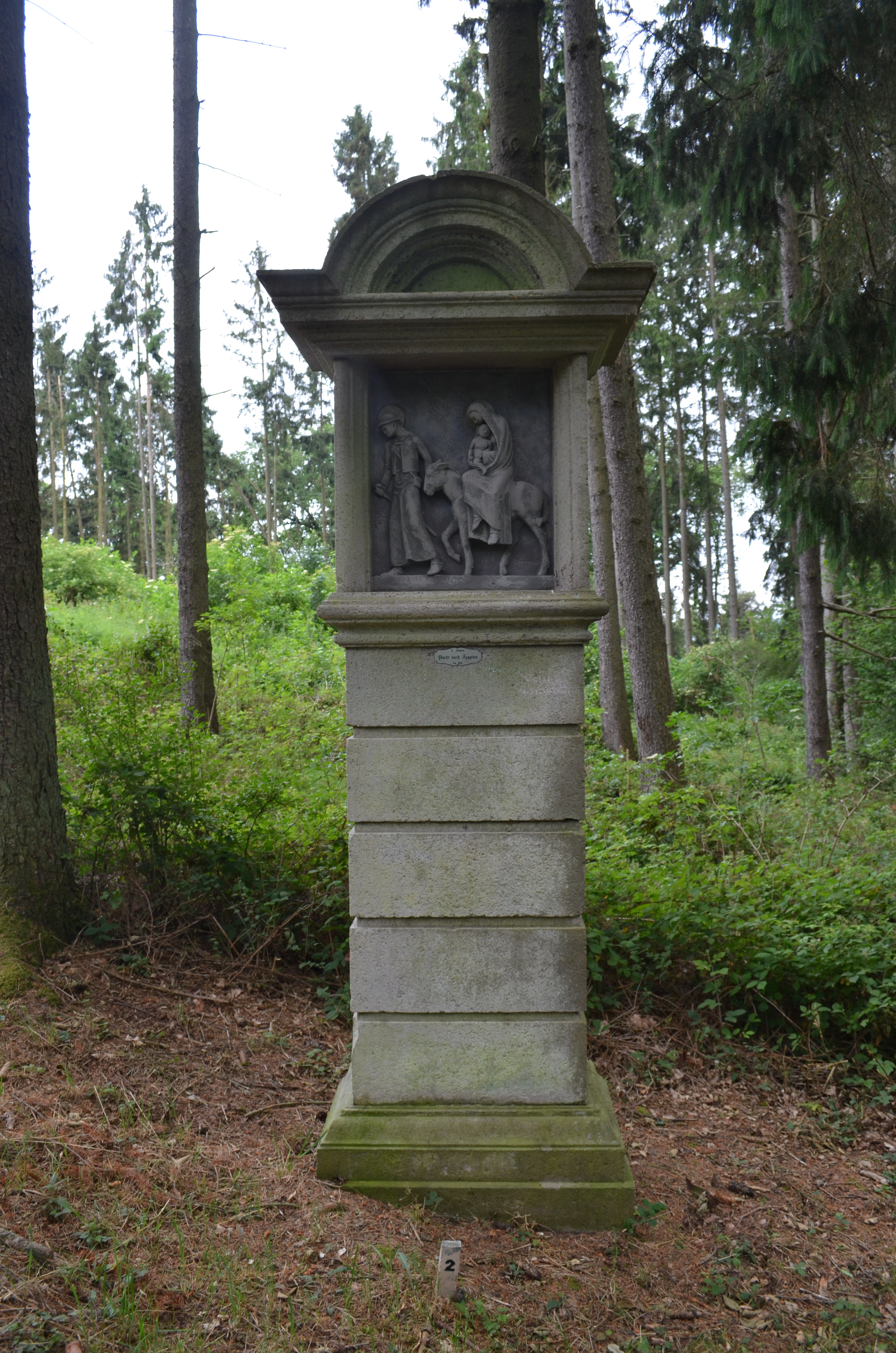
Station 2: Die Flucht nach Ägypten (Mt 2,13–15 EU)
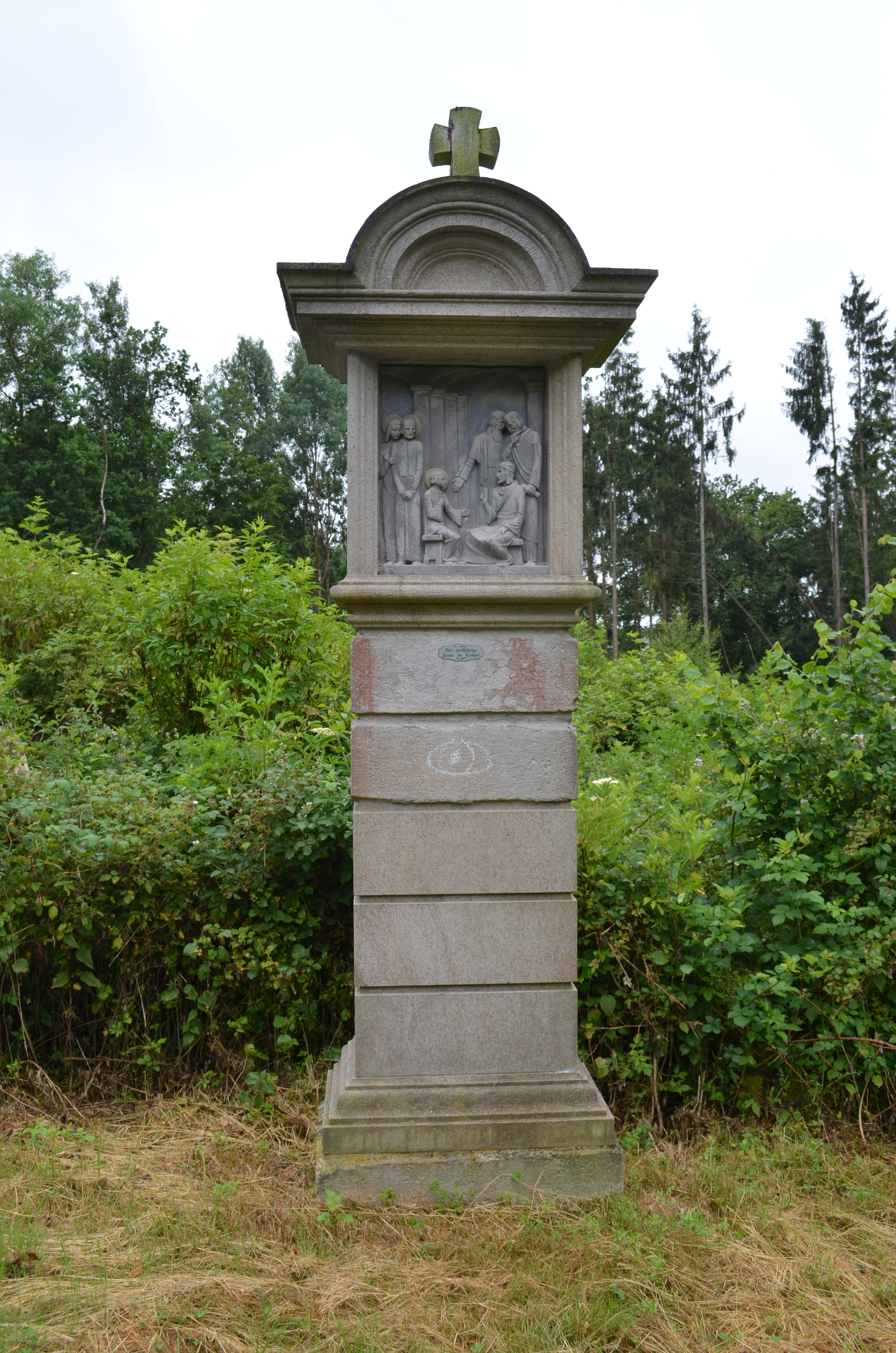
Station 3: Die Sorge um den zwölfjährigen Jesus in Jerusalem (Lk 2,43–45 EU)
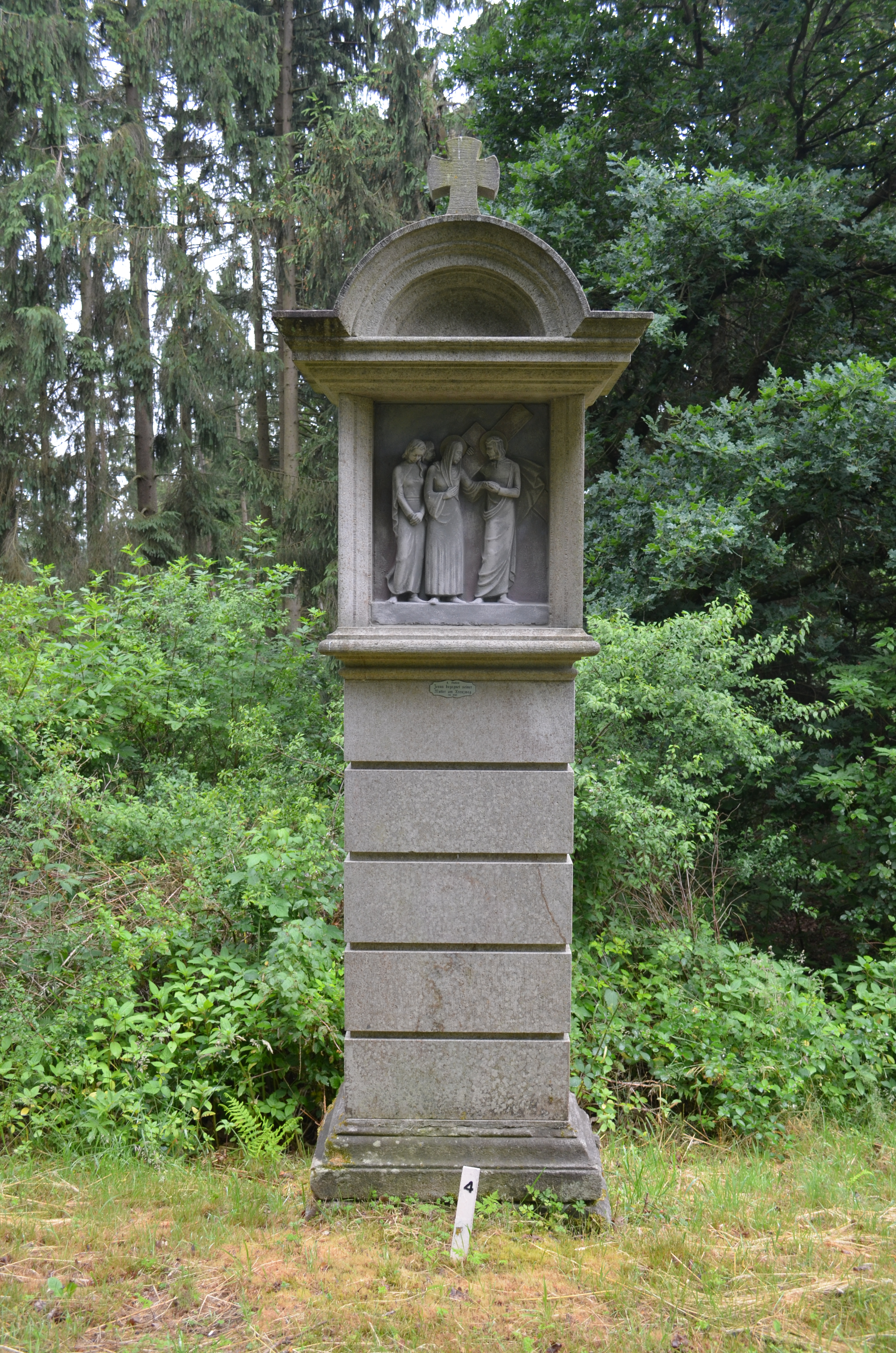
Station 4: Die Begegnung von Mutter und Sohn am Kreuzweg (unbiblische Szene)
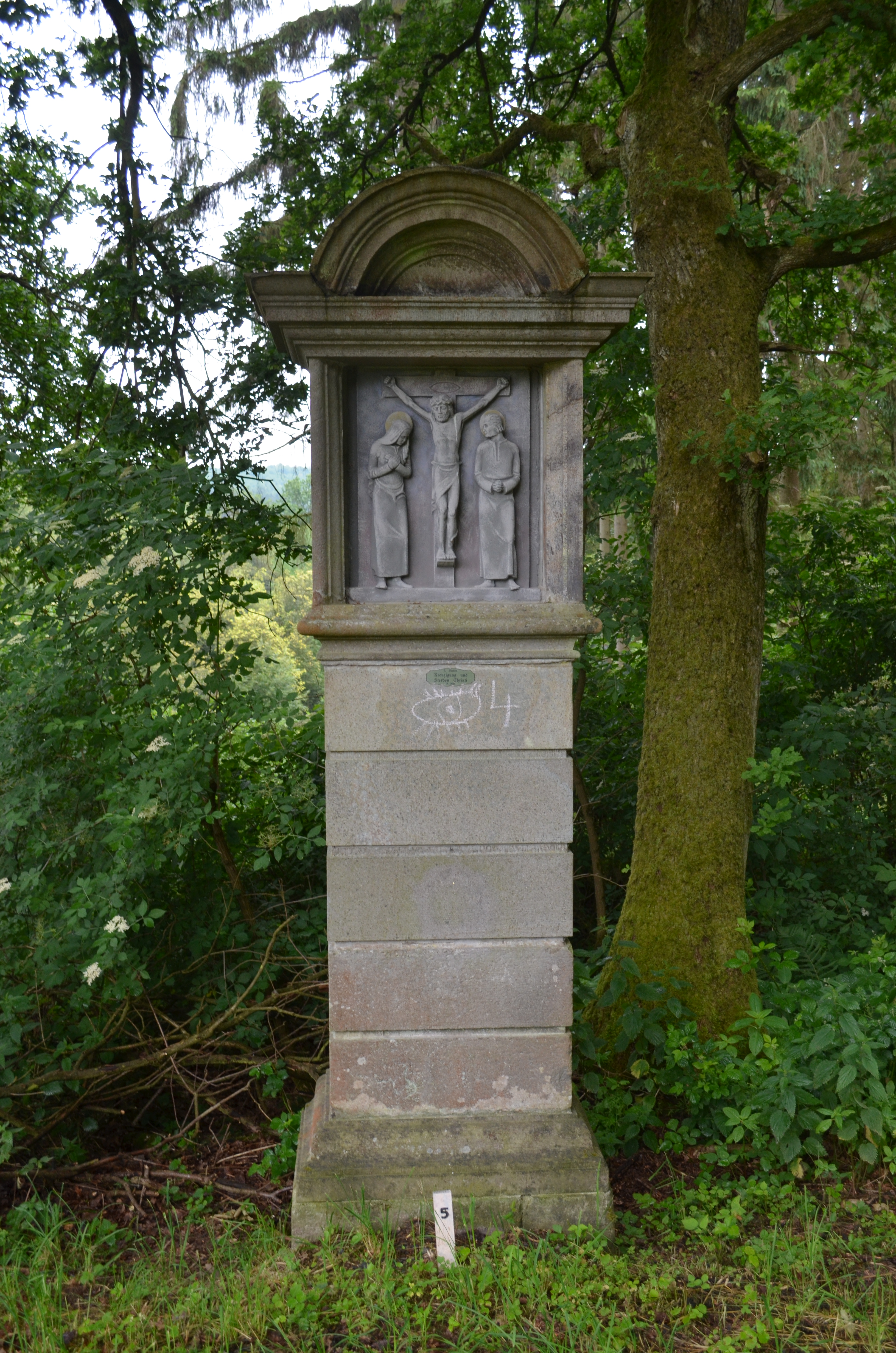
Station 5: Das Ausharren unter dem Kreuz (Joh 19,17–39 EU)
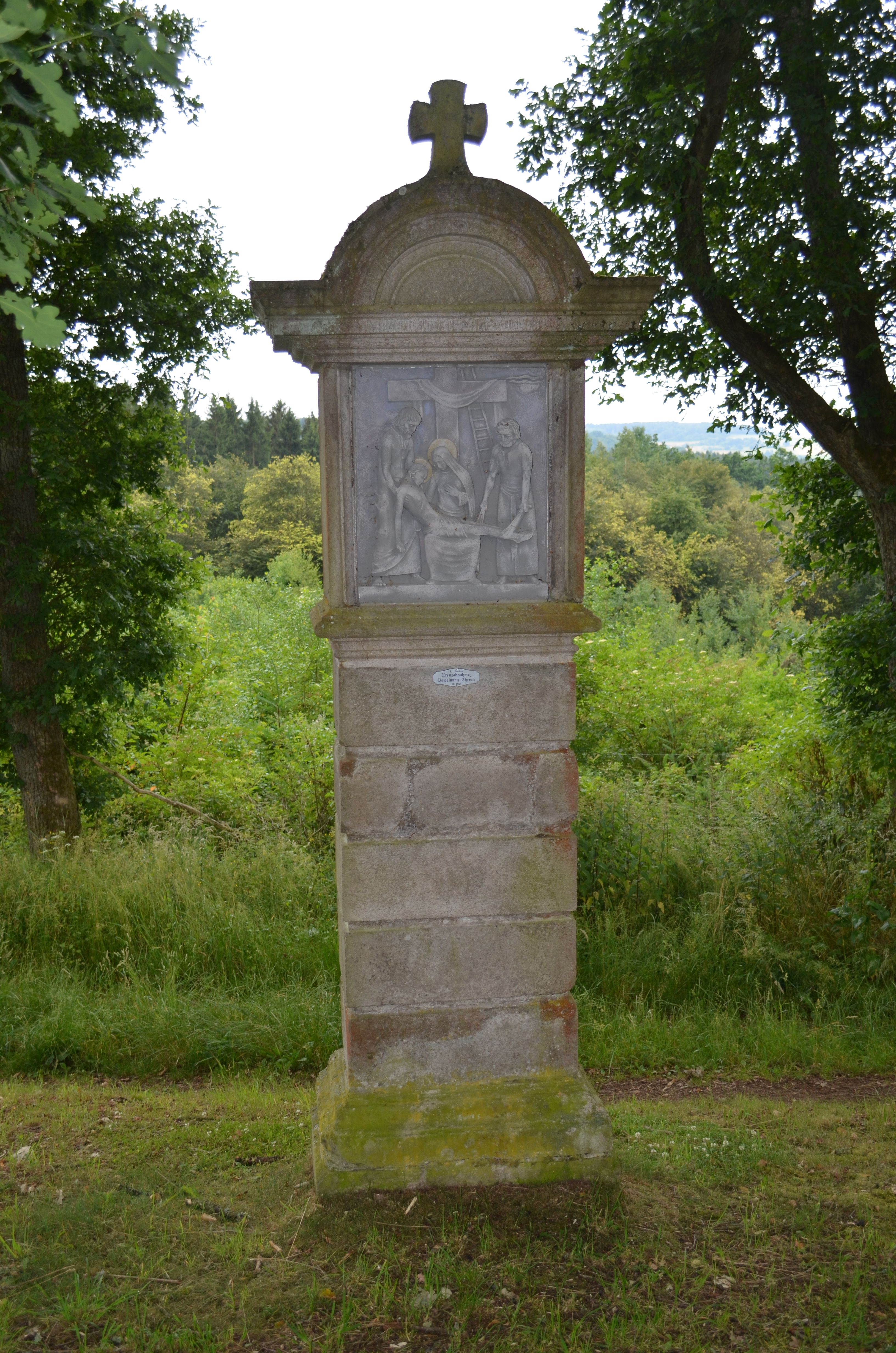
Station 6: Die Umarmung des Leichnams Jesu (vgl. Beweinung Christi)
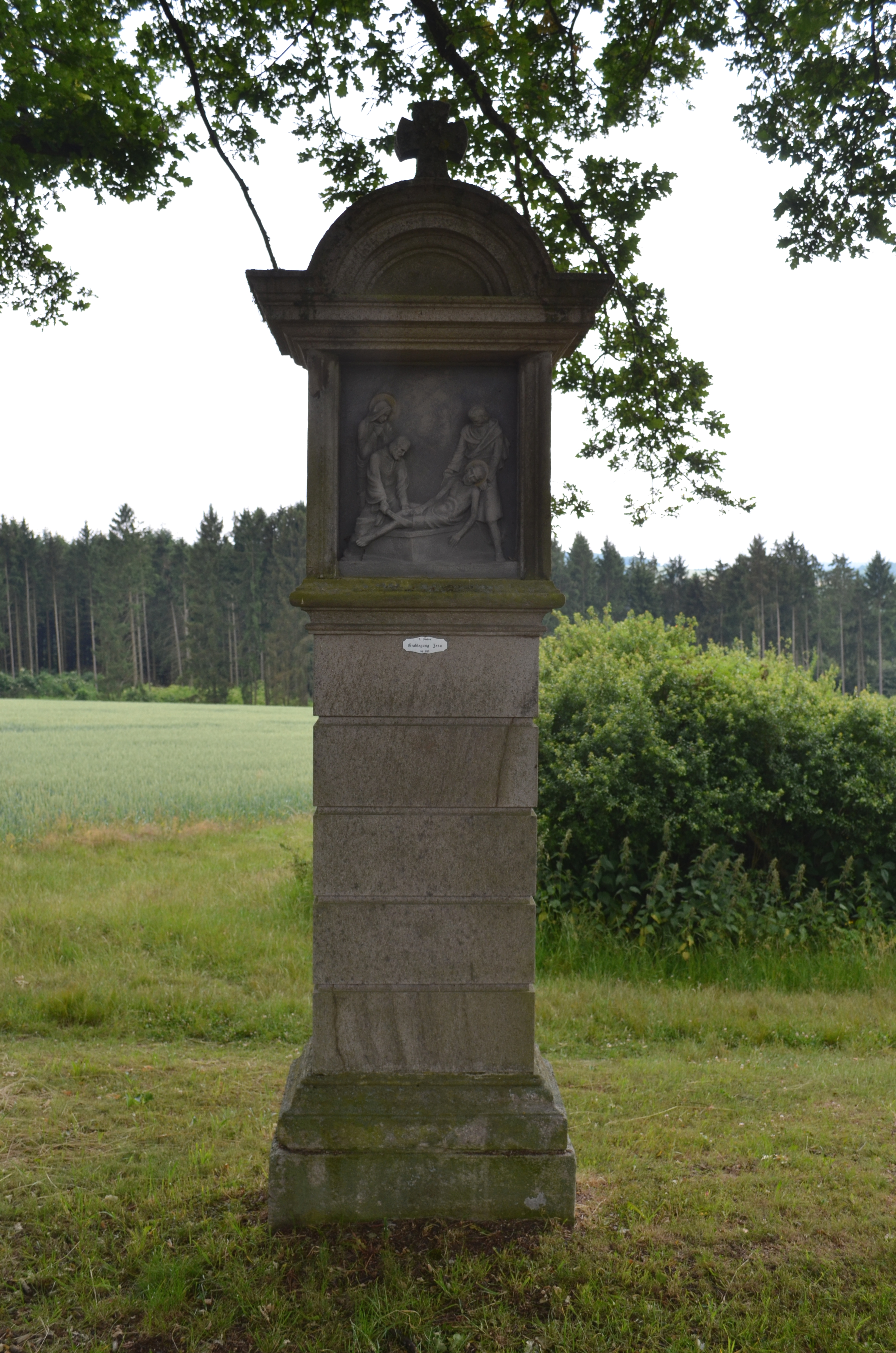
Station 7: Die Grablegung Jesu (Joh 19,40–42 EU)
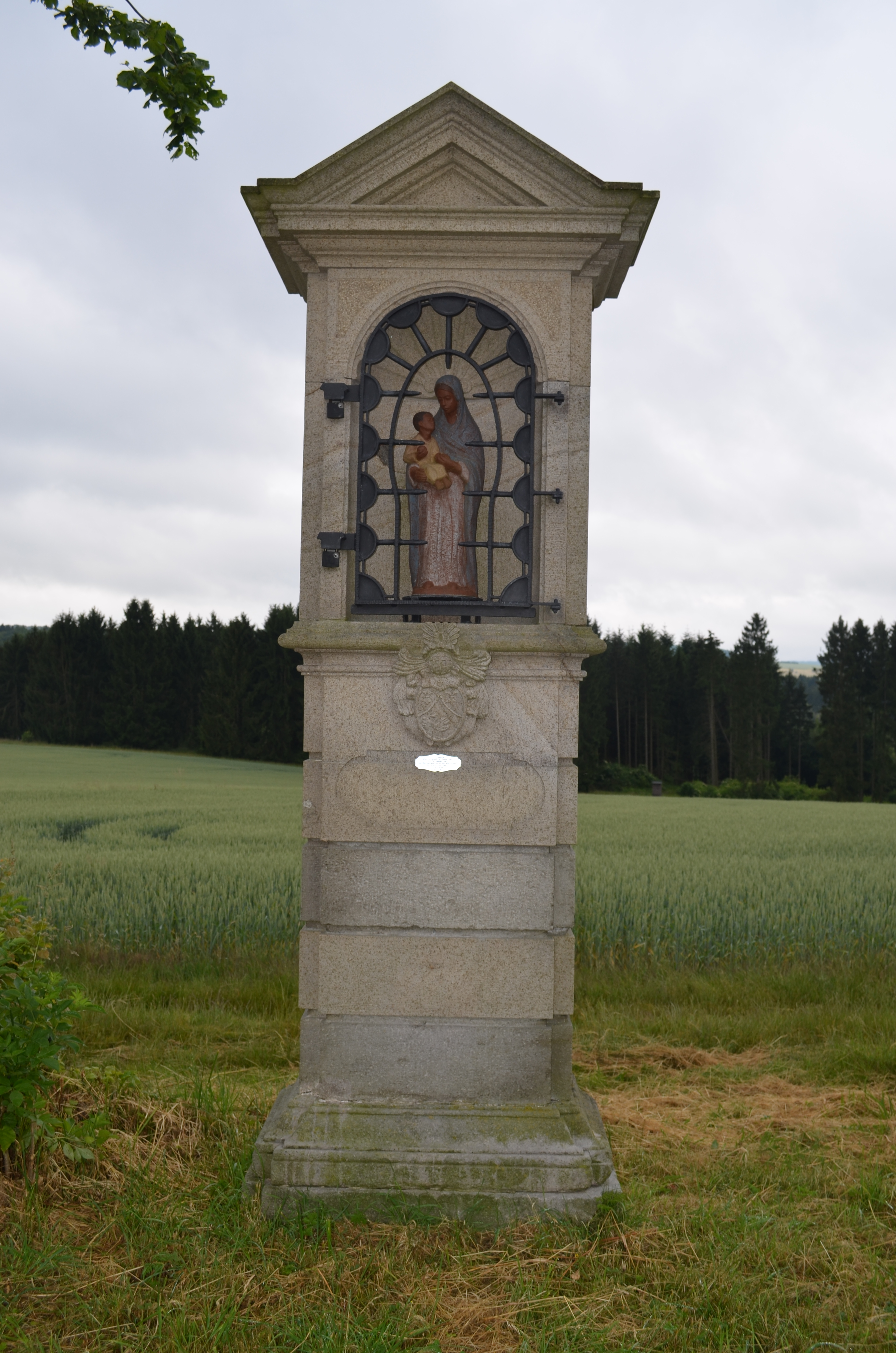
Station 8: Maria mit dem Kind
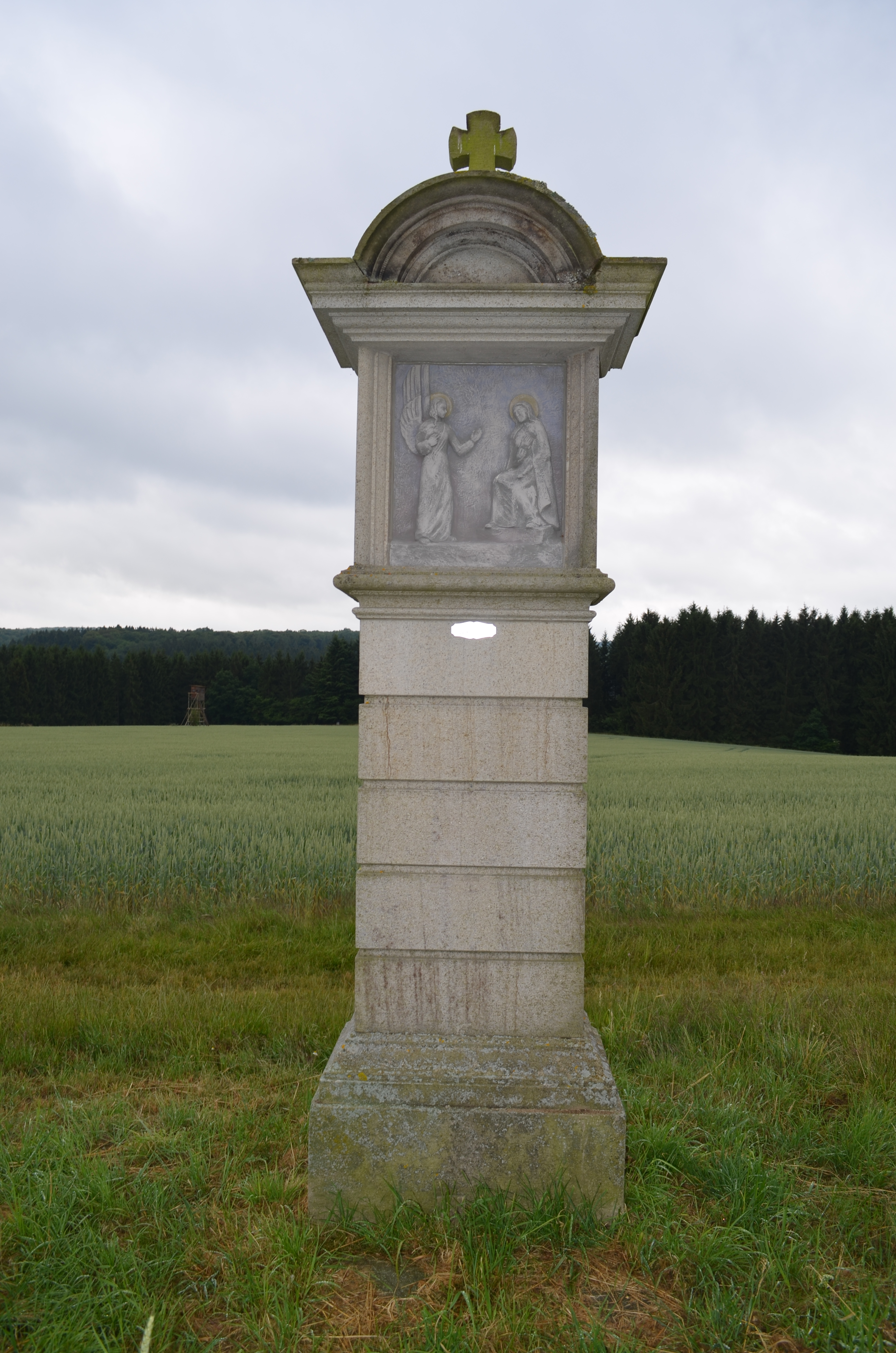
Station 9: Verkündigung der Geburt Jesu (Lk 1,26–38 EU)
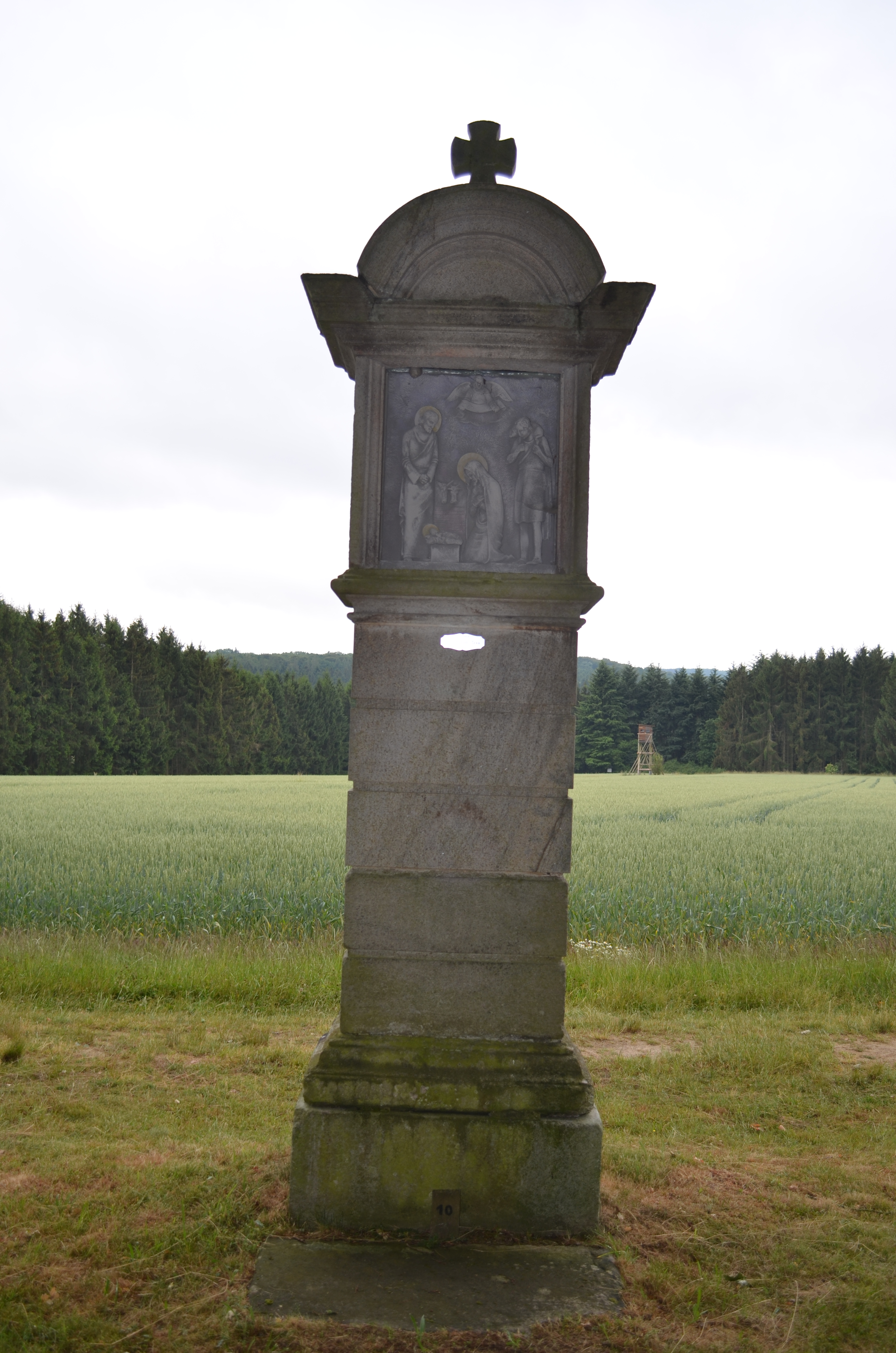
Station 10:Geburt Jesu (Lk 2,1–7 EU)
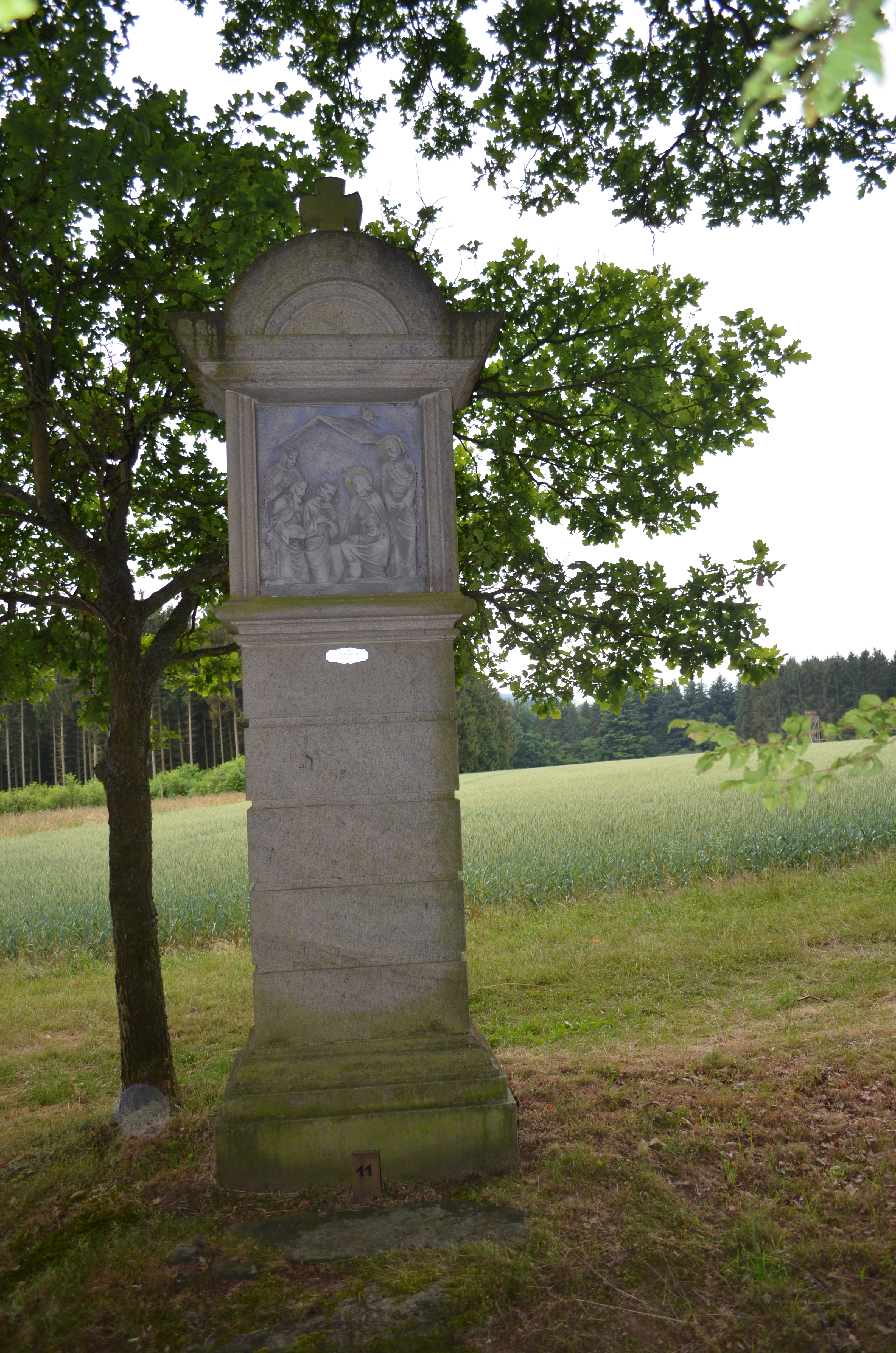
Station 11: Huldigung der drei Weisen
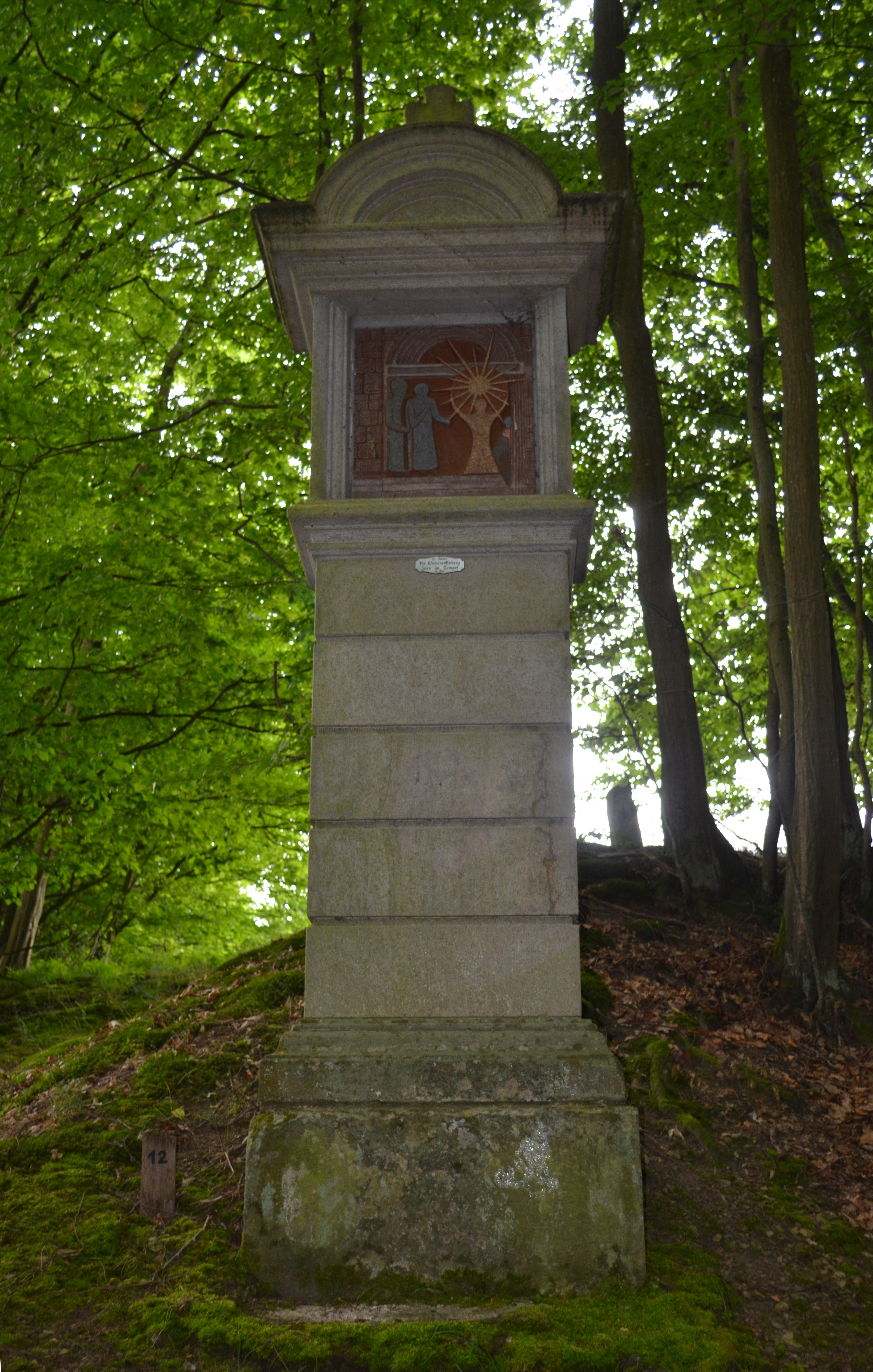
Station 12: Auferstehung Jesu Christi (Mk 16,1-8 EU)
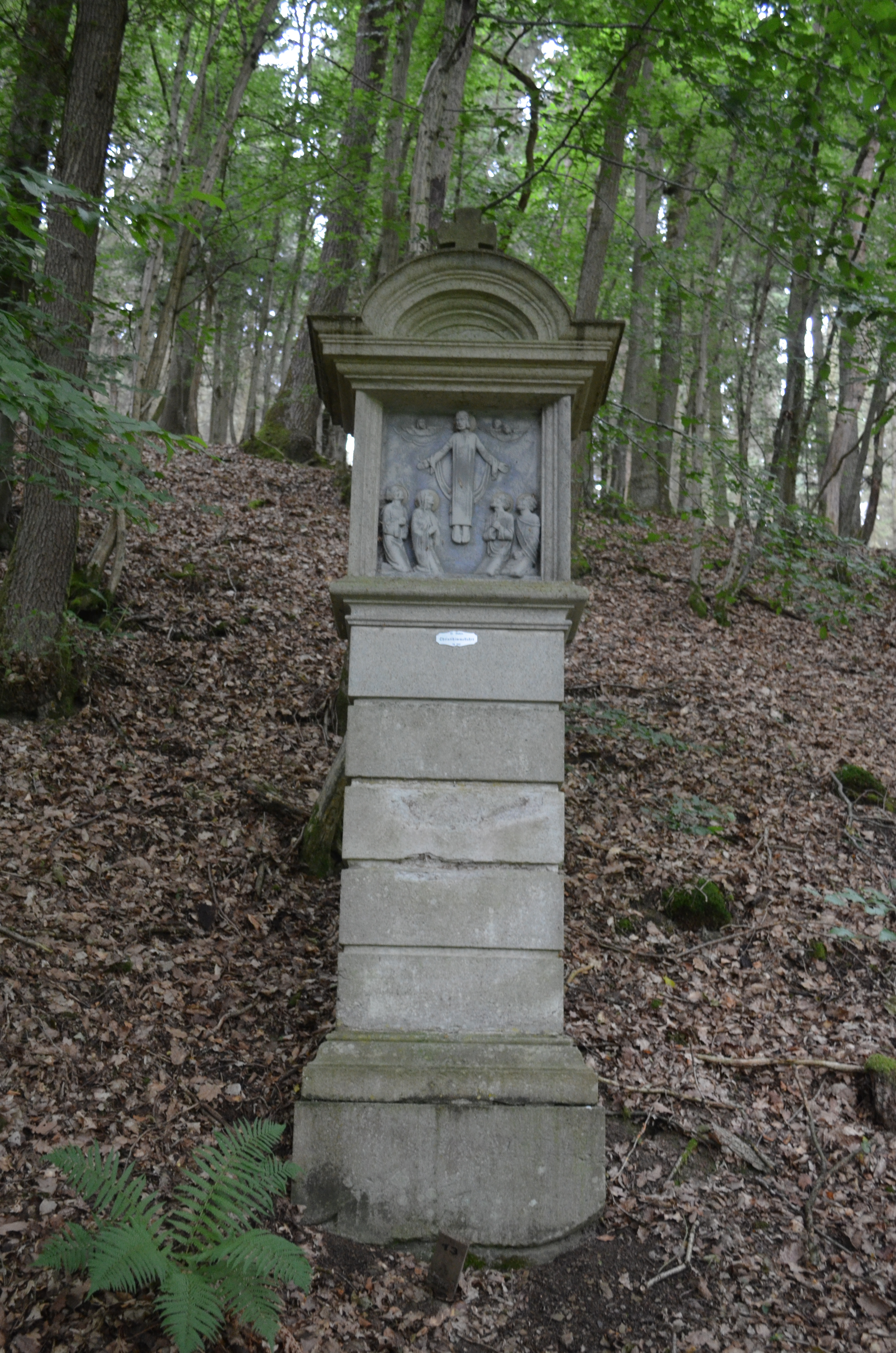
Station 13: Christi Himmelfahrt (Lk 24,50-53 EU)
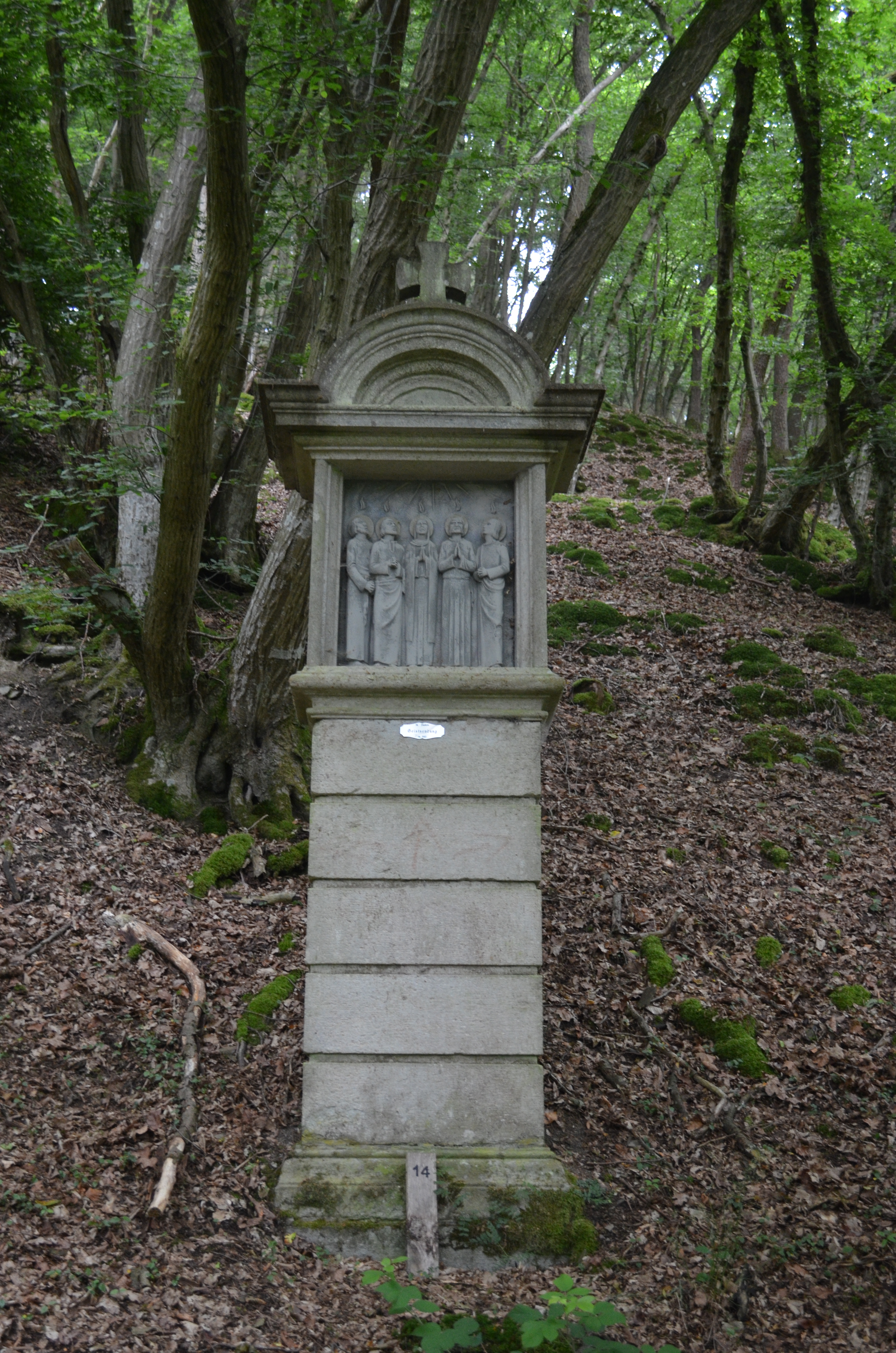
Station 14: Geistsendung an Pfingsten (Apg 1,13-14 EU und 2,1-4 EU)
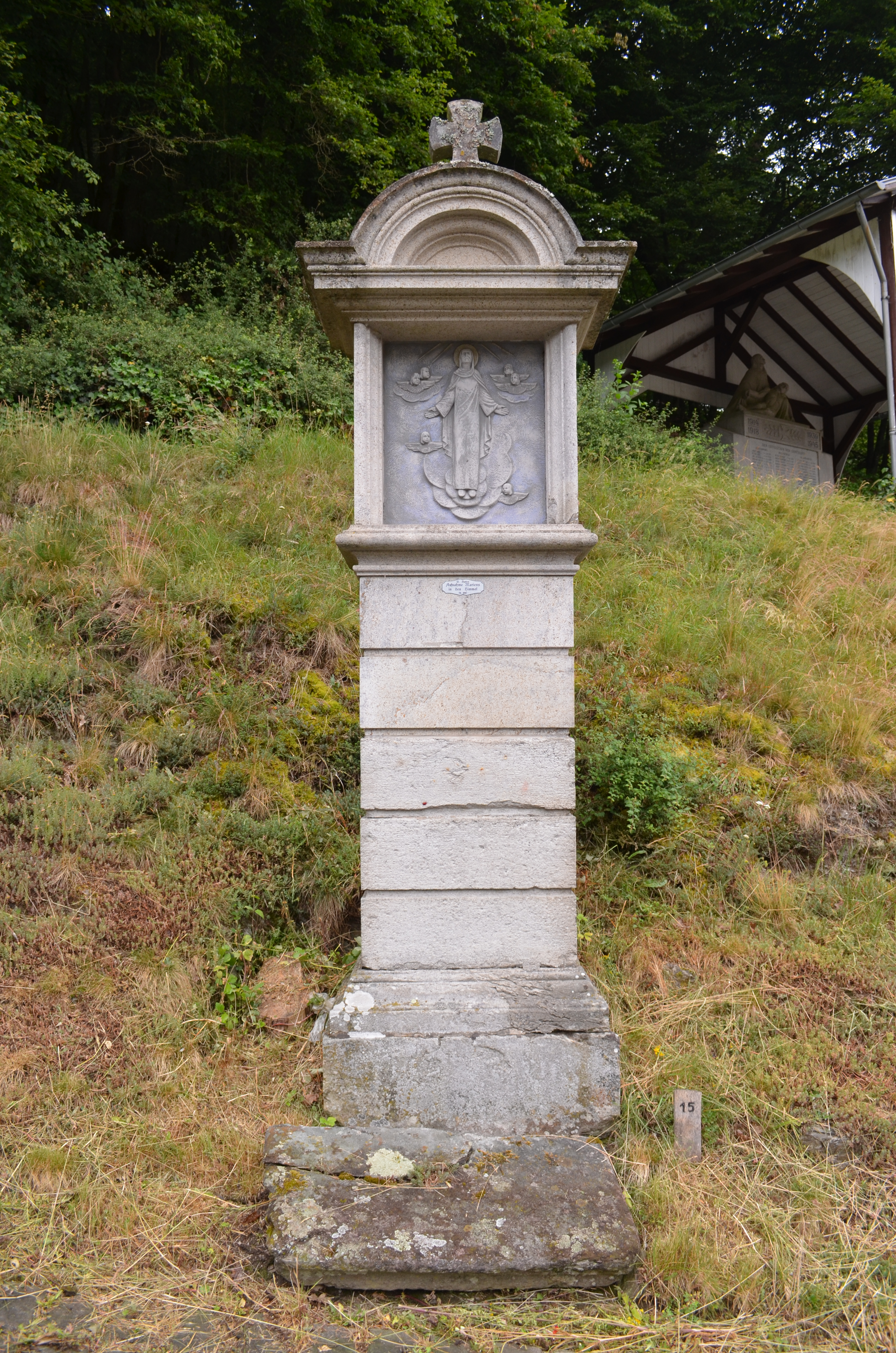
Station 15: Mariä Aufnahme in den Himmel